# ウォーレス・スピアモン
ウォーレス・スピアモン（Wallace Spearmon、1984年12月24日 - ）は、アメリカ合衆国の陸上競技選手である。
父は1987年に世界選手権200mで準決勝進出、ユニバーシアード200mで金メダルを獲得するなど活躍したウォーレス・スピアモン・シニア。
スピアモンは、本格的に陸上競技を始めたのは2004年からであったが、その翌年の世界選手権の200mで銀メダルを獲得するなど、早くもその才能を開花させた。
2006年には、200mで世界歴代3位（当時）となる19秒65をマーク。また、2007年の世界選手権では、タイソン・ゲイ（アメリカ）、ウサイン・ボルト（ジャマイカ）に次いで3着でフィニッシュし、2大会連続でのメダル獲得となった。また、4×100mリレーでは2走を務め、金メダルを獲得している。2008年、北京オリンピックの200m決勝では3着でフィニッシュしたが、レーン侵害のため失格となった。2009年、世界選手権では、今季自己ベストとなる19秒85を記録し3着となった。2010年には、この年から新設されたIAAFダイヤモンドリーグの200mで年間王者に輝き、IAAFコンチネンタルカップ（旧IAAFワールドカップ）の200mでも出場選手でただ一人19秒台（19秒95）をマークして優勝した。2012年には、全米選手権兼ロンドンオリンピック代表選考会の200mで追い風参考記録ながら19秒82（+2.3）の好タイムで優勝し、4年前の雪辱を果たすとともにオリンピック初のメダルを獲得するべくオリンピックに臨んだ。しかし、2大会連続で決勝に進出し、決勝では今季自己ベストとなる19秒90をマークしたものの、3着のウォーレン・ウィア（ジャマイカ）と0秒06差の4着に終わり、またしてもメダル獲得はならなかった。2014年8月、エドモントンで行われた競技会のドーピング検査でメチルプレドニゾロンが検出され、8月27日から3ヶ月間の資格停止処分となった。

## 記録
| 種目 | 記録          | 年月日        | 場所             | 備考                                     |
| 屋外 | 屋外          | 屋外          | 屋外             | 屋外                                     |
| ---- | ------------- | ------------- | ---------------- | ---------------------------------------- |
| 100m | 9秒96（0.0）  | 2007年9月28日 | 上海             |                                          |
| 200m | 19秒65（0.0） | 2006年9月28日 | 大邱             | 世界歴代8位                              |
| 300m | 32秒14        | 2009年6月7日  | ユージーン       |                                          |
| 400m | 45秒22        | 2006年7月8日  | パリ             |                                          |
| 室内 |               |               |                  |                                          |
| 60m  | 6秒66         | 2012年2月11日 | フェイエットビル |                                          |
| 200m | 20秒10        | 2005年3月11日 | フェイエットビル | 室内世界歴代3位 元室内北中米カリブ海記録 |
| 300m | 31秒88        | 2006年2月10日 | フェイエットビル | 元室内世界最高記録                       |
| 400m | 46秒16        | 2005年1月14日 | フェイエットビル |                                          |

## 主な成績
| 年   | 大会                               | 場所                       | 種目    | 結果       | 記録       |
| ---- | ---------------------------------- | -------------------------- | ------- | ---------- | ---------- |
| 2005 | 世界陸上選手権                     | ヘルシンキ(フィンランド)   | 200m    | 2位        | 20秒20     |
| 2005 | IAAFワールドアスレチックファイナル | シュトゥットガルト(ドイツ) | 200m    | 3位        | 20秒21     |
| 2006 | 世界室内陸上選手権                 | モスクワ(ロシア)           | 4×400mR | 1位        | 3分03秒24  |
| 2006 | IAAFワールドアスレチックファイナル | シュトゥットガルト(ドイツ) | 200m    | 2位        | 19秒88     |
| 2006 | IAAF陸上ワールドカップ             | アテネ(ギリシャ)           | 200m    | 1位        | 19秒87     |
| 2006 | IAAF陸上ワールドカップ             | アテネ(ギリシャ)           | 4×100mR | 1位        | 37秒59     |
| 2007 | 世界陸上選手権                     | 大阪(日本)                 | 200m    | 3位        | 20秒05     |
| 2007 | 世界陸上選手権                     | 大阪(日本)                 | 4×100mR | 1位        | 37秒78     |
| 2007 | IAAFワールドアスレチックファイナル | シュトゥットガルト(ドイツ) | 200m    | 2位        | 20秒18     |
| 2008 | オリンピック                       | 北京（中国）               | 200m    | 決勝失格   | DQ         |
| 2009 | 世界陸上選手権                     | ベルリン(ドイツ)           | 200m    | 3位        | 19秒85     |
| 2009 | IAAFワールドアスレチックファイナル | テッサロニキ(ギリシャ)     | 200m    | 2位        | 20秒21     |
| 2010 | IAAFコンチネンタルカップ           | スプリト(クロアチア)       | 200m    | 1位        | 19秒95     |
| 2010 | IAAFコンチネンタルカップ           | スプリト(クロアチア)       | 4×100mR | 1位        | 38秒25     |
| 2010 | IAAFダイヤモンドリーグ             | IAAFダイヤモンドリーグ     | 200m    | 年間王者   | 13ポイント |
| 2012 | オリンピック                       | ロンドン（イギリス）       | 200m    | 4位        | 19秒90     |
| 2012 | IAAFダイヤモンドリーグ             | IAAFダイヤモンドリーグ     | 200m    | 年間4位    | 6ポイント  |
| 2013 | 世界陸上選手権                     | モスクワ(ロシア)           | 200m    | 準決勝敗退 | 20秒66     |
| 2014 | 世界リレー                         | ナッソー（バハマ）         | 4×200mR | 決勝失格   | DQ         |
| 2015 | 世界リレー                         | ナッソー（バハマ）         | 4×200mR | 決勝失格   | DQ         |